# 胡士托音樂節演出與事件列表
胡士托音樂藝術節是於1969年8月15日至8月18日在紐約州鄉村小鎮伯利恆的2.4平方公里大的牧場舉行的音樂節。在有時下雨的這四天，三十二組表演者在近32萬人面前演出。它被廣泛認為是流行音樂史上非常重要的事件，《滾石雜誌》稱它是50個搖滾樂史上重要轉捩點的其中之一。
下面列出了在胡士托音樂節表演的音樂人們與他們所演奏的歌曲。

## 8月15日（五）─8月16日（六）
音樂節第一天於下午5點7分正式開始。由瑞奇·海文斯等民歌歌手打頭陣。

### 瑞奇·海文斯（Richie Havens）

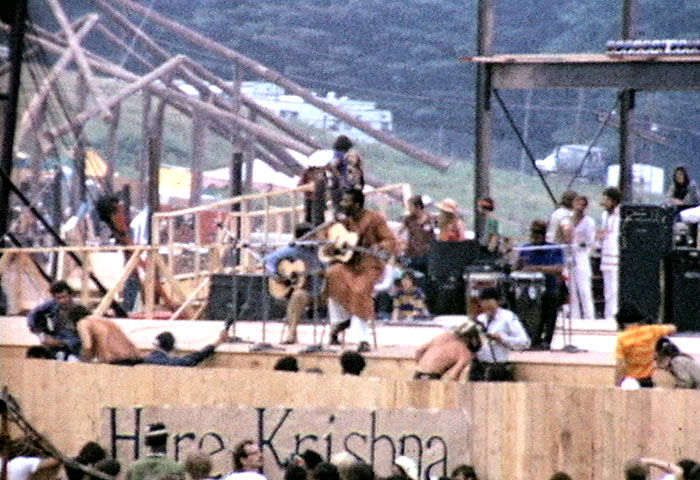
海文斯在胡士托音樂節的表演

- 瑞奇·海文斯（Richie Havens） – 吉他、歌手
- 「迪諾」保羅·威廉斯（Paul "Deano" Williams） – 吉他、歌手
- 丹尼爾·班·贊布隆（Daniel Ben Zebulon） – 康加鼓

下午5點7分 –下午5點30分
1. 〈From the Prison〉
2. 〈Get Together（英语：Get Together (Chet Powers song)）〉
3. 〈From the Prison〉（再現）
4. 〈I'm a Stranger Here〉
5. 〈High Flying Bird（英语：High Flying Bird (song)）〉
6. 〈I Can't Make It Anymore〉
7. 〈With a Little Help from My Friends（英语：With a Little Help from My Friends）〉（翻唱自披頭四樂團）
8. 〈Handsome Johnny（英语：Mixed Bag）〉
9. 〈Strawberry Fields Forever〉 /〈Hey Jude〉（翻唱自披頭四樂團）
10. 〈Freedom (Motherless Child（英语：Sometimes I Feel Like a Motherless Child）)〉（現場即興作詞[5]）

由於開場的甜水樂團在路上被警察攔查，而其他表演者塞在高速公路上的情況下，海文斯同意第一個表演。

### 薩奇丹南達閣下（Swami Satchidananda）

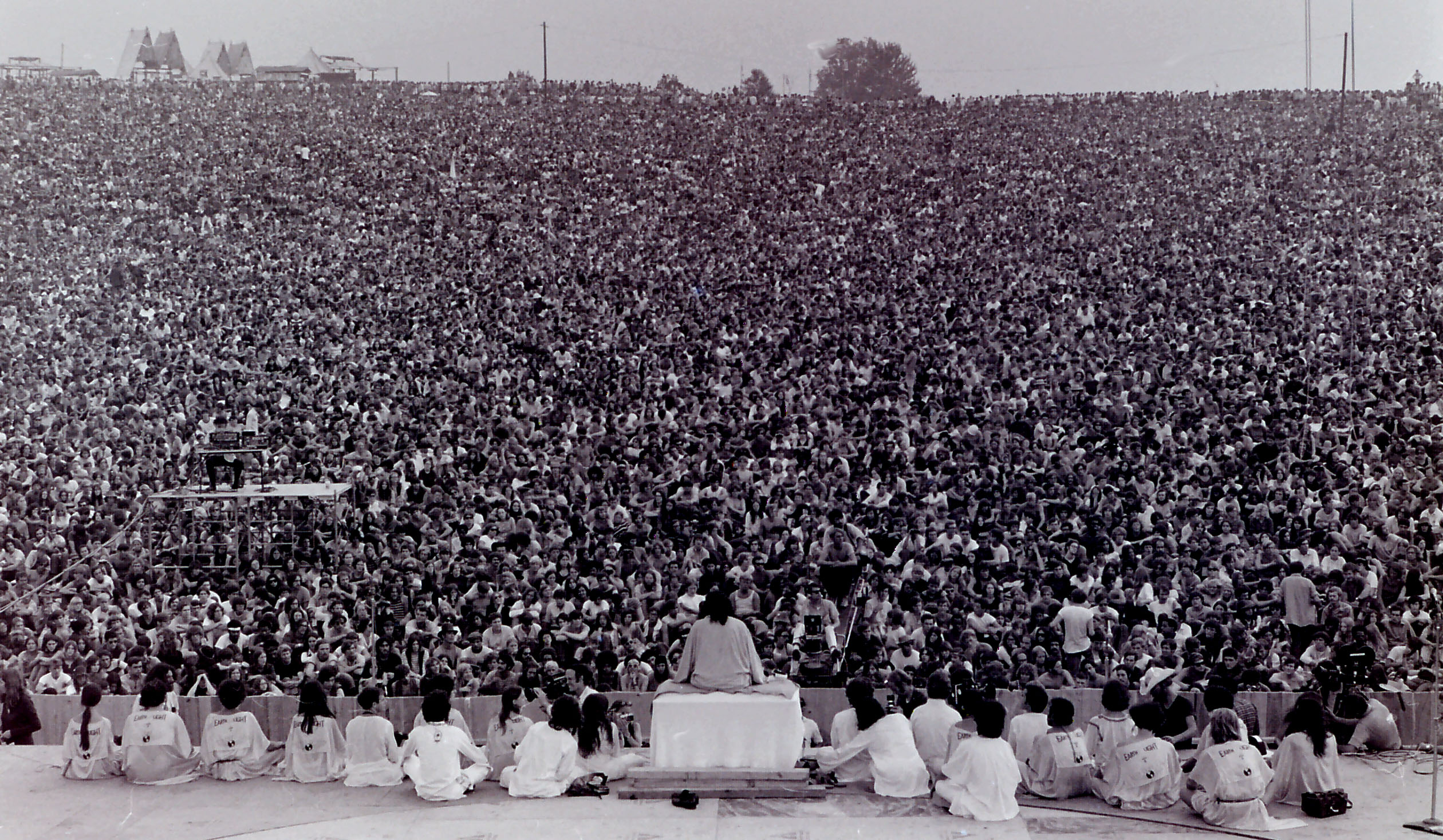
薩奇丹南達閣下在台上帶領群眾進行祈願。

下午6點 – 下午6點15分
- 薩奇丹南達閣下（英语：Satchidananda Saraswati）給音樂節做開場致詞和祈願[7]

### 甜水樂團（Sweetwater）
- 南西·奈文斯（Nansi Nevins） – 歌手、吉他
- 佛瑞德·海雷拉（Fred Herrera） – 貝斯、歌手
- 亞歷克斯·德爾·扎波（Alex Del Zoppo） – 鍵盤、歌手
- 艾伯特·摩爾（Albert Moore） – 長笛、歌手
- R·G·卡萊爾（R.G. Carlyle） – 吉他、邦哥鼓、歌手
- 皮特·科本（Pete Cobain） – 康加鼓
- 艾倫·馬拉洛維茲（Alan Malarowitz） – 爵士鼓
- 奧古斯特·伯恩斯（August Burns） – 大提琴

下午6點15分 – 晚上7點
1. 〈Motherless Child〉
2. 〈Look Out〉
3. 〈For Pete's Sake〉
4. 〈Day Song〉
5. 〈What's Wrong〉
6. 〈My Crystal Spider〉
7. 〈Two Worlds〉
8. 〈Why Oh Why〉
9. 〈Let the Sunshine In〉
10. 〈Oh Happy Day〉

### 伯特·索默爾（Bert Sommer）
- 伯特·索默爾（Bert Sommer） – 吉他、歌手
- 艾拉·史東（Ira Stone） – 吉他、鍵盤、口琴
- 查理·比耶洛（Charlie Bilello） – 貝斯

晚上7點15分 – 晚上7點45分 
1. 〈Jennifer〉
2. 〈The Road to Travel〉
3. 〈I Wondered Where You'd Be〉
4. 〈She's Gone〉
5. 〈Things Are Goin' My Way〉
6. 〈And When It's Over〉
7. 〈Jeanette〉
8. 〈America（英语：America (Simon & Garfunkel song)）〉（翻唱自賽門與葛芬柯）
9. 〈A Note That Read〉
10. 〈Smile〉

### 提姆·哈定（Tim Hardin）
- 提姆·哈定（Tim Hardin） – 歌手、吉他
- 理查·巴克（Richard Bock） – 大提琴
- 勞夫·陶那（Ralph Towner） – 吉他、鋼琴
- 蓋爾斯·馬凱（Gilles Malkine） – 吉他
- 葛倫·摩爾（Glen Moore） – 貝斯
- 穆魯加·布克（Muruga Booker） – 爵士鼓

晚上8點30分 – 下午9點15分 （時間有爭議） 
1. 〈How Can We Hang On to a Dream?（英语：How Can We Hang On to a Dream?）〉
2. 〈Once-Touched by Flame〉
3. 〈If I Were a Carpenter（英语：If I Were a Carpenter (song)）〉
4. 〈Reason to Believe（英语：Reason to Believe）〉
5. 〈You Upset the Grace of Living When You Lie〉
6. 〈Speak Like a Child〉
7. 〈Snow White Lady〉
8. 〈Blues on My Ceiling〉
9. 〈Simple Song of Freedom〉
10. 〈Misty Roses〉

### 拉维·香卡（Ravi Shankar）

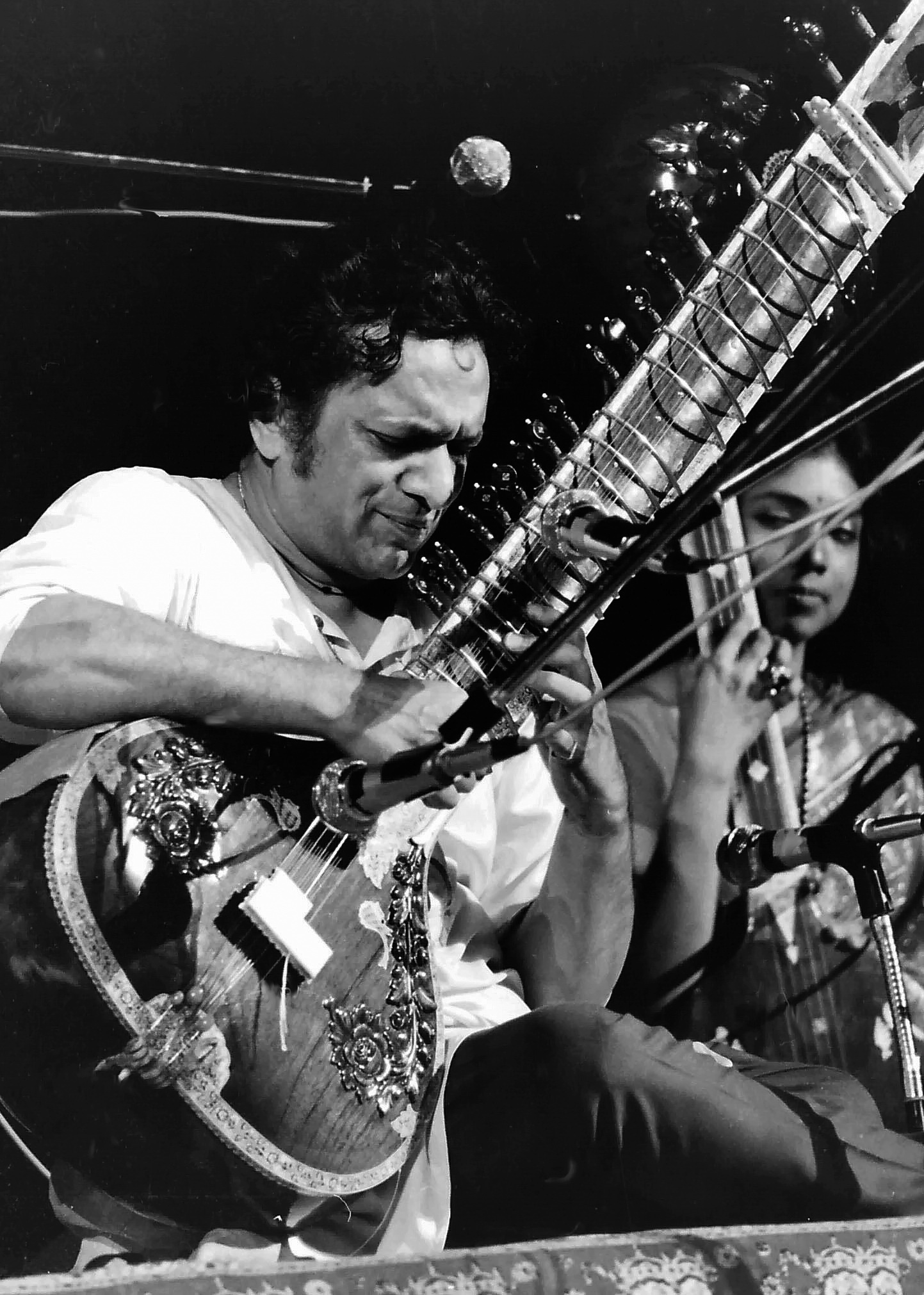
拉维·香卡（左）與瑪雅·庫爾卡尼（右）在胡士托音樂節的表演

- 拉维·香卡（Ravi Shankar） – 锡塔琴
- 阿拉·拉卡（Alla Rakha） – 塔布拉鼓
- 瑪雅·庫爾卡尼（Maya Kulkarni） – 坦伯拉琴

午夜12點 – 午夜12點45分（在雨中表演）
1. 〈Raga Puriya-Dhanashri/Gat In Sawarital〉
2. 〈Tabla Solo In Jhaptal〉
3. 〈Raga Manj Kmahaj (AIap,  Jor, Dhun In Kaharwa Tal)〉

### 梅蘭妮（Melanie）
- 梅蘭妮·薩夫卡（Melanie Safka） – 吉他、歌手

凌晨1點 – 凌晨1點30分
1. 〈Close to It All〉
2. 〈Momma Momma〉
3. 〈Beautiful People〉
4. 〈Animal Crackers〉
5. 〈Mr. Tambourine Man（英语：Mr. Tambourine Man）〉
6. 〈Tuning My Guitar〉
7. 〈Birthday of the Sun〉

### 阿洛·蓋瑟瑞（Arlo Guthrie）
- 阿洛·蓋瑟瑞（Arlo Guthrie） – 歌手、吉他
- 約翰·皮拉（John Pilla） – 吉他
- 鮑勃·阿爾金（Bob Arkin） – 貝斯
- 保羅·莫提安（Paul Motian） – 爵士鼓

凌晨1點45分 – 凌晨2點15分 
1. 〈Coming into Los Angeles〉
2. 〈Wheel of Fortune〉
3. 〈Walkin' Down the Line（英语：Walkin' Down the Line）〉
4. 摩西的故事
5. 〈Oh Mary Don't You Weep（英语：Mary Don't You Weep）〉
6. 〈Every Hand in the Land〉
7. 〈Amazing Grace〉

### 瓊·拜亞（Joan Baez）
- 瓊·拜亞（Joan Baez） – 歌手、吉他
- 傑佛瑞·舒爾特夫（Jeffrey Shurtleff） – 吉他、歌手
- 理查·費斯辛格（Richard Festinger） – 吉他

凌晨3點 – 凌晨3點45分（瓊·拜亞在音樂節表演時懷有6個月身孕。）
1. 〈Oh Happy Day〉
2. 〈The Last Thing on My Mind〉
3. 〈I Shall Be Released〉
4. 關於聯邦法警如何拘留她的丈夫大衛·哈里斯（英语：David Harris (protester)）（David Harris）的故事
5. 〈Joe Hill〉
6. 〈Sweet Sir Galahad（英语：Sweet Sir Galahad）〉
7. 〈Hickory Wind（英语：Hickory Wind）〉
8. 〈Drug Store Truck Driving Man〉（與傑佛瑞·舒爾特夫對唱）
9. 〈One Day at a Time〉
10. 〈Take Me Back to the Sweet Sunny South〉
11. 〈Warm and Tender Love〉
12. 〈Swing Low, Sweet Chariot（英语：Swing Low, Sweet Chariot）〉
13. 〈We Shall Overcome（英语：We Shall Overcome）〉

## 8月16日（六）─8月17日（日）
這天的表演從下午1點20分正式開始，由鵝毛筆擔當開場樂團。從這天開始許多音樂節的迷幻與吉他搖滾頭號樂團紛紛上陣。

### 鵝毛筆（Quill）
- 丹·柯爾（Dan Cole） – 主唱

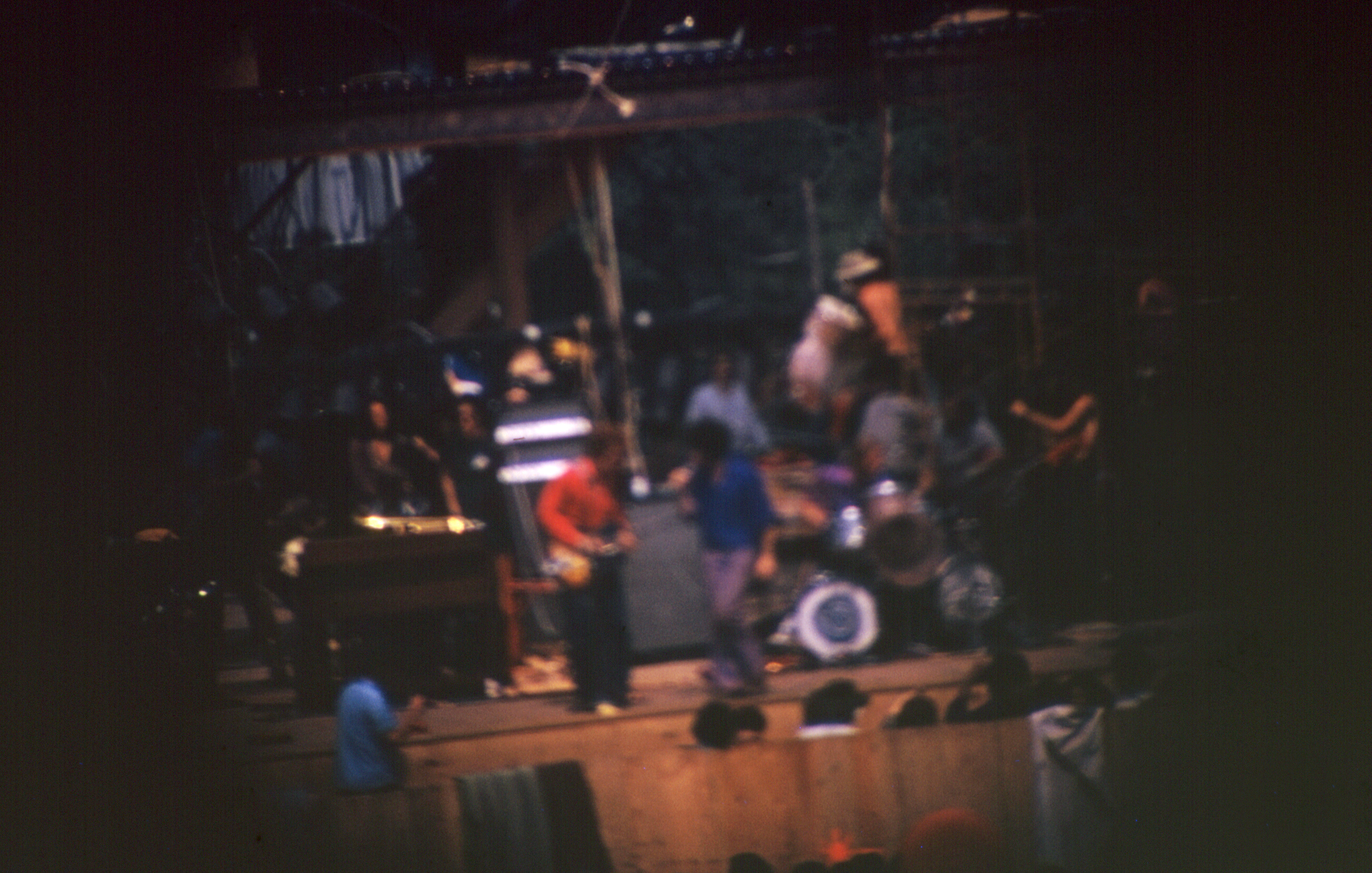
擔當第二天開場樂團的鵝毛筆 (樂團)。

- 瓊·柯爾（Jon Cole） – 貝斯、歌手
- 諾曼·羅傑斯（Norman Rogers） – 吉他、歌手
- 菲爾·塞爾（Phil Thayer） – 鍵盤、薩克斯風、長笛
- 羅傑·諾斯（Roger North） – 爵士鼓

中午12點15分 – 下午1點 
1. 〈They Live the Life〉
2. 〈That's How I Eat〉
3. 〈Driftin'〉
4. 〈Waiting for You〉

### 鄉村老喬·麥克唐納（Country Joe McDonald）
- 鄉村老喬·麥克唐納（Country Joe McDonald） – 吉他、歌手

下午1點20分 – 下午1點30分（計劃外的表演；時間有爭議）
1. 〈Janis〉
2. 〈Donovan's Reef〉
3. 〈Heartaches by the Number（英语：Heartaches by the Number）〉
4. 〈Ring of Fire（英语：Ring of Fire (song)）〉
5. 〈Tennessee Stud（英语：Tennessee Stud）〉
6. 〈Rockin' Round the World〉
7. 〈Flyin' High〉
8. 〈I Seen a Rocket〉
9. 〈The "Fish" Cheer/I-Feel-Like-I'm-Fixin'-to-Die Rag（英语：The "Fish" Cheer/I-Feel-Like-I'm-Fixin'-to-Die Rag）〉
10. 〈I-Feel-Like-I'm-Fixin'-to-Die Rag〉（再現）

### 山塔那合唱團（Santana）
- 卡洛斯·山塔那（Carlos Santana） – 吉他
- 葛雷格·羅利（Gregg Rolie） – 歌手、鍵盤
- 大衛·布朗（David Brown） – 貝斯
- 麥可·施里夫（Michael Shrieve） – 爵士鼓
- 麥可·卡拉貝洛（Michael Carabello） – 天巴鼓、康加鼓、打擊樂器
- 荷賽·阿雷亞斯（José Areas） – 小號、天巴鼓、康加鼓、打擊樂器

下午2點 – 下午2點45分 
1. 〈Waiting〉
2. 〈Evil Ways（英语：Evil Ways）〉
3. 〈You Just Don't Care〉
4. 〈Savor〉
5. 〈Jingo（英语：Jin-go-lo-ba）〉
6. 〈Persuasion〉
7. 〈Soul Sacrifice（英语：Soul Sacrifice (song)）〉
8. 〈Fried Neckbones and Some Home Fries〉

### 約翰·塞巴斯蒂安（John Sebastian）
- 約翰·塞巴斯蒂安（John Sebastian） – 吉他、歌手

下午3點30分 – 下午3點55分（計劃外的表演；時間有爭議）
1. 〈How Have You Been〉
2. 〈Rainbows All Over Your Blues〉
3. 〈I Had a Dream〉
4. 〈Darlin' Be Home Soon（英语：Darlin' Be Home Soon）〉
5. 〈Younger Generation〉

### 基夫·赫特利樂團（Keef Hartley Band）
- 基夫·赫特利（Keef Hartley） – 爵士鼓
- 米勒·安德森（Miller Anderson） – 吉他、歌手
- 蓋瑞·賽恩（Gary Thain） – 貝斯
- 吉米·朱爾（Jimmy Jewell） – 薩克斯風
- 漢利·羅瑟（Henry Lowther） – 小號、小提琴

下午4點45分 – 下午5點30分
1. 〈Spanish Fly〉
2. 〈She's Gone〉
3. 〈Too Much Thinking〉
4. 〈Believe in You〉
5. 〈Halfbreed Medley: Sinnin' for You / Leaving Trunk / Just to Cry / Sinnin' for You〉

### 驚奇弦樂團（The Incredible String Band）
- 麥克·赫倫（Mike Heron） – 歌手、吉他、鋼琴等多項樂器
- 羅賓·威廉森（Robin Williamson） – 歌手、吉他、鋼琴、小提琴
- 露克兒絲·麥肯尼（Licorice McKechnie） – 電風琴、歌手
- 蘿絲·辛普森（Rose Simpson） – 貝斯、直笛、歌手、打擊樂器

下午6點 – 下午6點30分 
1. 〈Invocation〉
2. 〈The Letter〉
3. 〈Gather 'Round〉
4. 〈This Moment〉
5. 〈Come with Me〉
6. 〈When You Find Out Who You Are〉

### 罐裝熱力（Canned Heat）
- 「盲眼貓頭鷹」艾倫·威爾森（Alan "Blind Owl" Wilson） – 吉他、口琴、歌手
- 「大熊」鮑勃·海特（Bob "The Bear" Hite） – 歌手、口琴
- 哈維·曼德爾（Harvey Mandel） – 吉他
- 賴瑞·泰勒（Larry Taylor） – 貝斯
- 「菲托」阿道夫·德拉帕拉（Adolpho "Fito" de la Parra） – 爵士鼓

晚上7點30分 – 晚上8點30分 
1. 〈I'm Her Man〉
2. 〈Going Up the Country（英语：Going Up the Country）〉
3. 〈A Change Is Gonna Come〉/〈Leaving This Town〉
4. 〈Rollin' Blues〉
5. 〈Woodstock Boogie〉
6. 〈On the Road Again（英语：On the Road Again (Canned Heat song)）〉

### 山巒合唱團（Mountain）

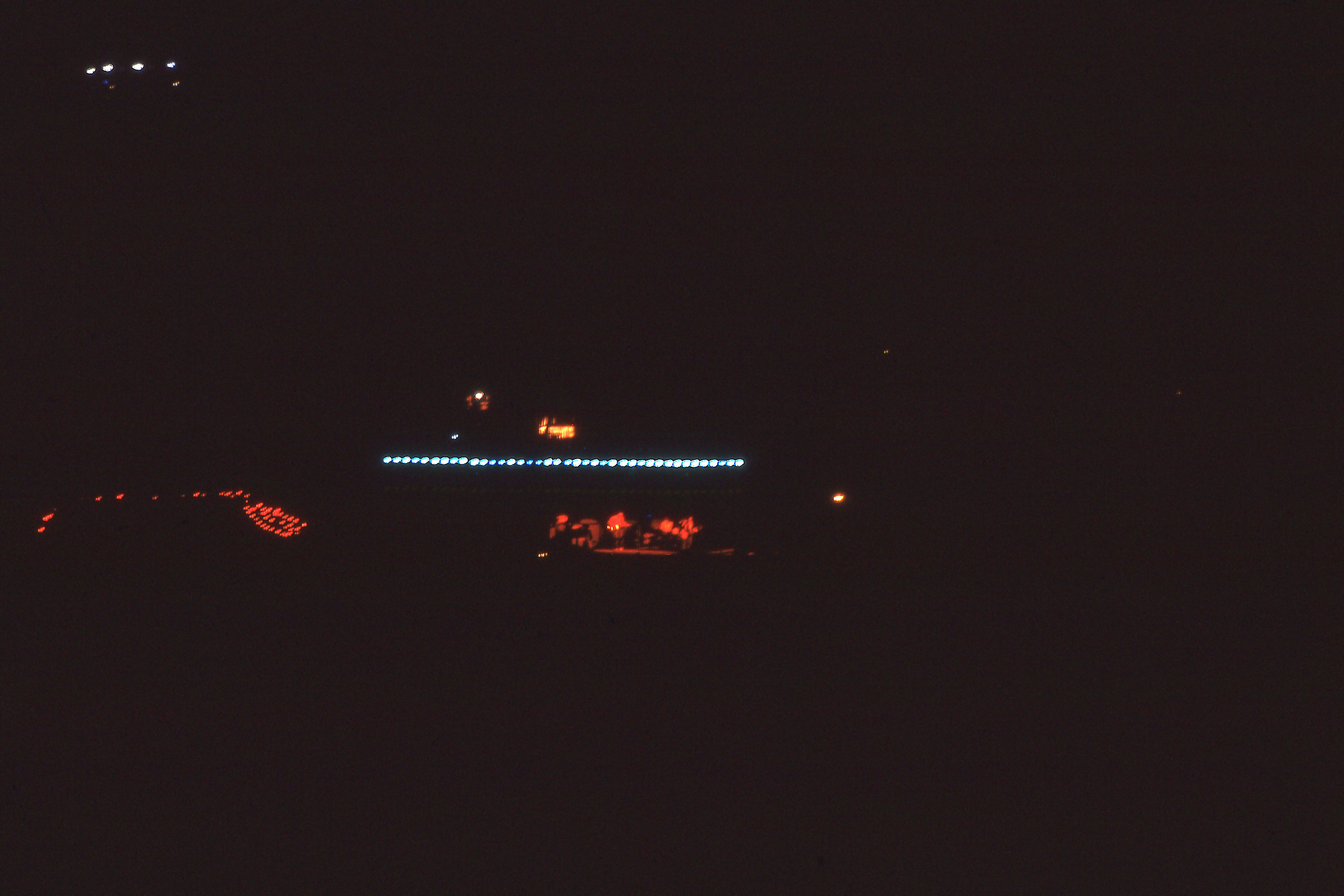
山巒合唱團在胡士托音樂節夜間的演出

- 萊斯李·威斯特（Leslie West） – 吉他、歌手
- 菲利克斯·帕帕拉帝（Felix Pappalardi） – 貝斯、歌手
- 史提夫·奈特（Steve Knight） – 鍵盤
- N·D·史瑪特（N.D. Smart） – 爵士鼓

9:00 p.m. – 10:00 p.m.
1. 〈Blood of the Sun〉
2. 〈Stormy Monday（英语：Call It Stormy Monday (But Tuesday Is Just as Bad)）〉
3. 〈Theme for an Imaginary Western〉
4. 〈Long Red〉
5. 〈Climbing!（英语：Climbing!For Yasgur's Farm）〉（此曲在當時尚未命名）
6. 〈Beside the Sea〉
7. 〈Waiting to Take You Away〉
8. 〈Dreams of Milk and Honey〉/吉他獨奏
9. 〈Southbound Train〉

### 感恩至死（Grateful Dead）
- 傑瑞·加西亞（Jerry Garcia） – 吉他、歌手
- 鮑勃·維爾（Bob Weir） – 吉他、歌手
- 「豬圈」羅恩·麥克南（Ron "Pigpen" McKernan） – 鍵盤、口琴、打擊樂器、歌手
- 湯姆·康斯坦汀（Tom Constanten） – 鍵盤
- 菲爾·萊什（Phil Lesh） – 貝斯、歌手
- 比爾·克洛伊茨曼（Bill Kreutzmann） – 爵士鼓
- 米奇·哈特（Mickey Hart） – 爵士鼓

晚上10點30分 – 午夜12點5分（在演奏〈Turn On Your Love Light〉時因音響過載而終止）
1. 〈St. Stephen（英语：St. Stephen (song)）〉
2. 〈Mama Tried（英语：Mama Tried (song)）〉
3. 〈Dark Star（英语：Dark Star (song)）〉
4. 〈High Time〉
5. 〈Turn On Your Love Light（英语：Turn On Your Love Light）〉

### 清水樂團（Creedence Clearwater Revival）
- 約翰·弗格蒂（John Fogerty） – 主唱、吉他、口琴、鋼琴
- 湯姆·弗格蒂（Tom Fogerty） – 吉他、歌手
- 斯圖·庫克（Stu Cook） – 貝斯
- 道格·克利佛（Doug Clifford） – 爵士鼓

午夜12點30分 – 凌晨1點20分
1. 〈Born on the Bayou（英语：Born on the Bayou）〉
2. 〈Green River（英语：Green River (song)）〉
3. 〈Ninety-Nine and a Half (Won't Do)〉
4. 〈Bootleg〉
5. 〈Commotion〉
6. 〈Bad Moon Rising（英语：Bad Moon Rising）〉
7. 〈Proud Mary（英语：Proud Mary）〉
8. 〈I Put a Spell on You（英语：I Put a Spell on You）〉
9. 〈Night Time Is the Right Time（英语：Night Time Is the Right Time）〉
10. 〈Keep on Chooglin'〉
11. 〈Susie Q（英语：Susie Q (song)）〉

### 珍妮絲·賈普林與柯茲米克藍調樂團（Janis Joplin and the Kozmic Blues Band）
- 珍妮絲·賈普林（Janis Joplin） – 主唱
- 泰瑞·克萊門茨（Terry Clements） – 次中音薩克斯風
- 「貪吃鬼」科內利烏斯·夫勞爾（Cornelius "Snooky" Flowers） – 上低音薩克斯風、歌手
- 路易斯·加斯卡（Luis Gasca） – 小號
- 約翰·提爾（John Till） – 吉他
- 理查·克莫德（Richard Kermode） – 鍵盤
- 布萊德·坎貝爾（Brad Campbell） – 貝斯
- 莫瑞·貝克（Maury Baker） – 爵士鼓

凌晨2點 – 凌晨3點
1. 〈Raise Your Hand（英语：Raise Your Hand）〉
2. 〈As Good as You've Been to This World〉
3. 〈To Love Somebody（英语：To Love Somebody (song)）〉
4. 〈Summertime（英语：Summertime (George Gershwin song)）〉
5. 〈Try (Just a Little Bit Harder)〉
6. 〈Kozmic Blues（英语：Kozmic Blues）〉
7. 〈I Can't Turn You Loose（英语：I Can't Turn You Loose）〉
8. 〈Work Me, Lord（英语：I Got Dem Ol' Kozmic Blues Again Mama!）〉
9. 〈Piece of My Heart（英语：Piece of My Heart）〉
10. 〈Ball and Chain（英语：Ball and Chain (Big Mama Thornton song)）〉

### 史萊和史東家族（Sly & the Family Stone）
- 史萊·史東（Sly Stone） – 鍵盤、歌手
- 佛萊迪·史東（Freddie Stone） – 吉他、歌手
- 傑瑞·馬提尼（Jerry Martini） – 薩克斯風
- 辛西亞·羅賓森（Cynthia Robinson） – 小號
- 蘿絲·史東（Rose Stone） – 鍵盤、歌手
- 賴瑞·格拉罕（Larry Graham） – 貝斯、歌手
- 葛雷格·艾瑞科（Gregg Errico） – 爵士鼓

3:30 a.m. – 4:20 a.m.
1. 〈M'Lady〉
2. 〈Sing a Simple Song〉
3. 〈You Can Make It If You Try（英语：You Can Make It If You Try）〉
4. 〈Everyday People（英语：Everyday People）〉
5. 〈Dance to the Music（英语：Dance to the Music (song)）〉
6. 〈Music Lover〉
7. 〈I Want to Take You Higher（英语：I Want to Take You Higher）〉
8. 〈Love City〉
9. 〈Stand!（英语：Stand! (song)）〉

### 何許人合唱團（The Who）
- 羅傑·多特里（Roger Daltrey） – 主唱
- 皮特·湯申德（Pete Townshend） – 吉他、歌手
- 約翰·恩特維斯托（John Entwistle） – 貝斯、歌手
- 凱思·穆恩（Keith Moon） – 爵士鼓

凌晨5點 – 上午6點5分；整場表演包含《Tommy》的大部分歌曲。
1. 〈Heaven and Hell（英语：Heaven and Hell (The Who song)）〉
2. 〈I Can't Explain（英语：I Can't Explain）〉
3. 〈It's a Boy〉
4. 〈1921〉
5. 〈Amazing Journey（英语：Tommy (The Who album)）〉
6. 〈Sparks〉
7. 〈Eyesight to the Blind (The Hawker)（英语：Eyesight to the Blind）〉
8. 〈Christmas（英语：Christmas (song)）〉
9. 〈The Acid Queen（英语：The Acid Queen）〉
10. 〈Pinball Wizard（英语：Pinball Wizard）〉 (這首演完後短暫地被社運人士艾比·霍夫曼（英语：Abbie Hoffman）打斷。)
11. 〈Do You Think It's Alright?〉
12. 〈Fiddle About〉
13. 〈There's a Doctor〉
14. 〈Go to the Mirror!（英语：Go to the Mirror!）〉
15. 〈Smash the Mirror〉
16. 〈I'm Free（英语：I'm Free (The Who song)）〉
17. 〈Tommy's Holiday Camp〉
18. 〈We're Not Gonna Take It（英语：We're Not Gonna Take It (The Who song)）〉
19. 〈See Me, Feel Me（英语：See Me, Feel Me）〉
20. 〈Summertime Blues（英语：Summertime Blues）〉
21. 〈Shakin' All Over（英语：Shakin' All Over）〉
22. 〈My Generation〉 (縮短版)
23. 〈Naked Eye（英语：Naked Eye (The Who song)）〉 (閉幕用的器樂版)

### 傑佛森飛船（Jefferson Airplane）
- 格蕾絲·斯里克（Grace Slick） – 主唱
- 馬提·巴林（Marty Balin） – 主唱、打擊樂器
- 保羅·坎特納（Paul Kantner） – 吉他、歌手
- 約瑪·考克寧（Jorma Kaukonen） – 吉他、歌手
- 傑克·卡薩迪（Jack Casady） – 貝斯
- 史賓塞·德萊頓（Spencer Dryden） – 爵士鼓
- 尼基·霍普金斯（Nicky Hopkins） – 鋼琴

8:00 a.m. – 9:40 a.m.
1. 〈The Other Side of This Life〉
2. 〈Somebody to Love（英语：Somebody to Love (Jefferson Airplane song)）〉
3. 〈3/5 of a Mile in 10 Seconds〉
4. 〈Won't You Try/Saturday Afternoon〉
5. 〈Eskimo Blue Day〉
6. 〈Plastic Fantastic Lover〉
7. 〈Wooden Ships（英语：Wooden Ships）〉
8. 〈Uncle Sam Blues〉
9. 〈Volunteers（英语：Volunteers (song)）〉
10. 〈The Ballad of You and Me and Pooneil（英语：The Ballad of You and Me and Pooneil）〉
11. 〈Come Back Baby（英语：Come Back Baby）〉
12. 〈White Rabbit（英语：White Rabbit (song)）〉
13. 〈The House at Pooneil Corners（英语：The House at Pooneil Corners）〉

## 8月17日（日）─8月18日（一）

### 喬·科克爾和油脂樂團（Joe Cocker and The Grease Band）

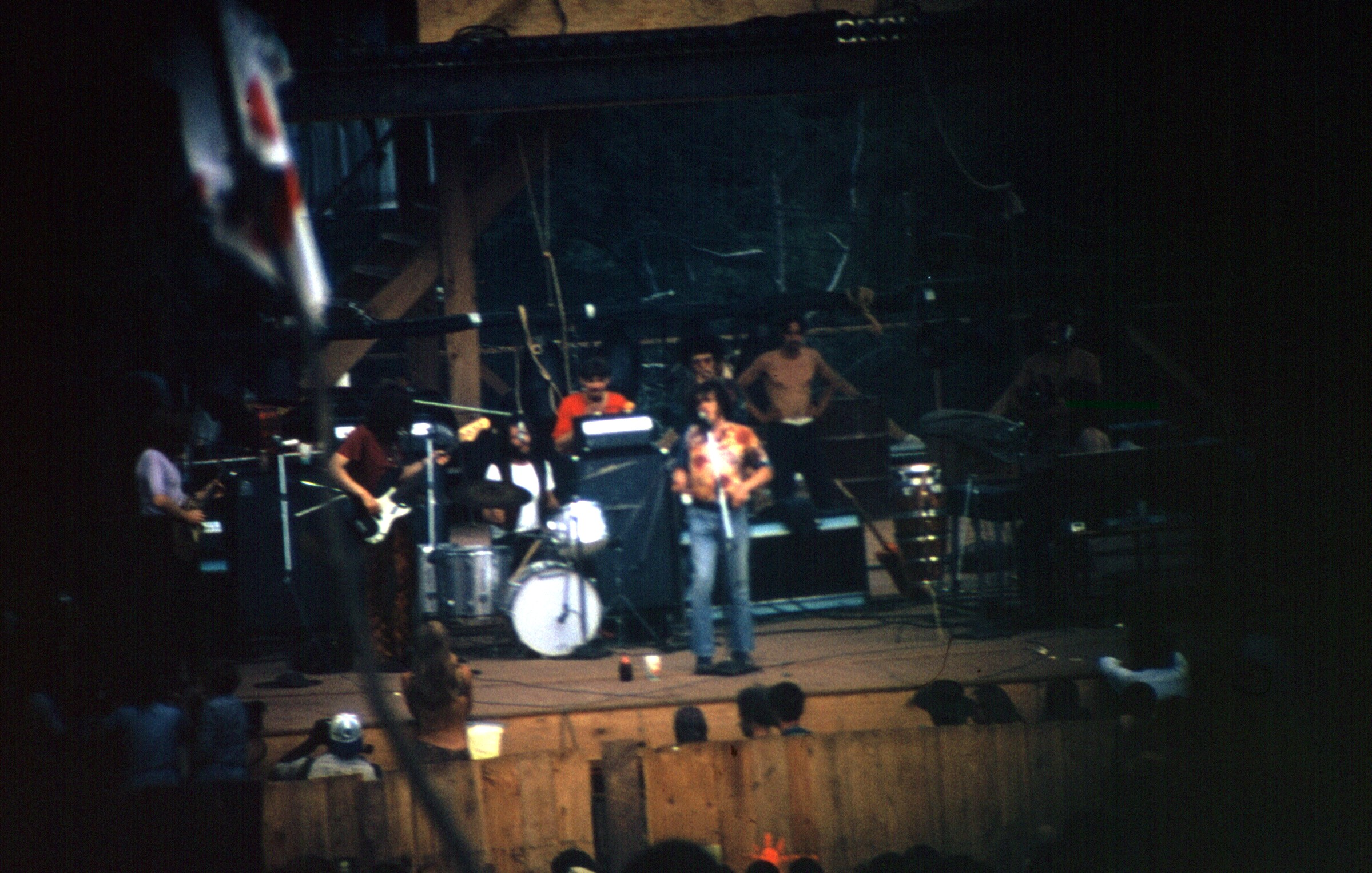
喬·科克爾和油脂樂團在音樂節第三天的表演

- 喬·科克爾（Joe Cocker） – 主唱
- 克里斯·史坦頓（Chris Stainton） – 鍵盤
- 亨利·麥卡洛（Henry McCullough） – 吉他、歌手
- 艾倫·史潘納（Alan Spenner） – 貝斯、歌手
- 布魯斯·羅蘭（Bruce Rowland）  – 爵士鼓

下午2點 – 下午3點25分
1. 〈Rockhouse〉（喬·科克爾沒演這首歌）[3]
2. 〈Who Knows What Tomorrow May Bring〉（器樂曲）
3. 〈Dear Landlord〉
4. 〈Something's Coming On〉[4]
5. 〈Do I Still Figure in Your Life?〉
6. 〈Feelin' Alright?（英语：Feelin' Alright?）〉
7. 〈Just Like a Woman（英语：Just Like a Woman）〉
8. 〈Let's Go Get Stoned（英语：Let's Go Get Stoned）〉
9. 〈I Don't Need No Doctor〉[4]
10. 〈I Shall Be Released（英语：I Shall Be Released）〉
11. 〈Hitchcock Railway〉
12. 〈Something to Say〉
13. 〈With a Little Help from My Friends（英语：With a Little Help from My Friends）〉（翻唱自披頭四樂團）

在表演完後，雷雨中斷了音樂節40分鐘。

### 鄉村老喬與魚樂團（Country Joe and the Fish）
- 鄉村老喬·麥克唐納（Country Joe McDonald） – 主唱、吉他
- 「魚」貝瑞·梅爾頓（Barry "The Fish" Melton） – 吉他、歌手
- 馬克·卡普納（Mark Kapner） – 鍵盤
- 道格·梅茨納（Doug Metzner） – 貝斯
- 葛雷格·杜威（Greg Dewey） – 爵士鼓

下午6點30分 – 晚上8點
1. 〈Rock & Soul Music〉
2. 〈Love〉
3. 〈Not So Sweet Martha Lorraine〉
4. 〈Sing, Sing, Sing〉
5. 〈Summer Dresses〉
6. 〈Friend, Lover, Woman, Wife〉
7. 〈Silver and Gold〉
8. 〈Maria〉
9. 〈The Love Machine〉
10. 〈Ever Since You Told Me That You Love Me (I'm a Nut)〉
11. 〈Crystal Blues〉
12. 〈Rock & Soul Music〉（再現）
13. 〈The "Fish" Cheer/I-Feel-Like-I'm-Fixin'-to-Die Rag（英语：The "Fish" Cheer/I-Feel-Like-I'm-Fixin'-to-Die Rag）〉

### 十年之後（Ten Years After）
- 艾爾文·李（Alvin Lee） – 主唱、吉他
- 奇克·丘吉爾（Chick Churchill） – 鍵盤
- 李歐·萊恩斯（Leo Lyons） – 貝斯
- 里克·李（Ric Lee） – 爵士鼓

晚上8點15分 – 晚上9點15分
1. 〈Spoonful（英语：Spoonful）〉
2. 〈Good Morning, School Girl（英语：Good Morning, School Girl）〉（兩次因彈錯而從頭開始）
3. 〈Hobbit〉
4. 〈I Can't Keep from Crying Sometimes〉
5. 〈Help Me〉
6. 〈I'm Going Home〉

### 樂隊合唱團（The Band）
- 羅比·羅伯森（Robbie Robertson） – 吉他、歌手
- 理察·曼努爾（Richard Manuel） – 鋼琴、電風琴、歌手
- 加斯·哈德森（Garth Hudson） – 電風琴、鋼琴
- 瑞克·丹科（Rick Danko） – 貝斯、歌手
- 萊文·海爾姆（Levon Helm） – 爵士鼓、主唱

晚上10點 – 晚上10點50分
1. 〈Chest Fever（英语：Chest Fever）〉
2. 〈Don't Do It（英语：Baby Don't You Do It）〉
3. 〈Tears of Rage（英语：Tears of Rage）〉
4. 〈We Can Talk（英语：We Can Talk）〉
5. 〈Long Black Veil（英语：Long Black Veil）〉
6. 〈Don't Ya Tell Henry（英语：List of Basement Tapes songs (1975)）〉
7. 〈Ain't No More Cane（英语：Ain't No More Cane）〉
8. 〈This Wheel's on Fire（英语：This Wheel's on Fire）〉
9. 〈I Shall Be Released（英语：I Shall Be Released）〉
10. 〈The Weight（英语：The Weight）〉
11. 〈Loving You Is Sweeter Than Ever（英语：Loving You Is Sweeter Than Ever）〉

### 強尼·溫特（Johnny Winter）
- 強尼·溫特（Johnny Winter） – 吉他、主唱
- 湯米·香農（Tommy Shannon） – 貝斯
- 叔叔約翰·透納（Uncle John Turner） – 爵士鼓
- 愛德嘉·溫特（Edgar Winter） – 鍵盤、薩克斯風、歌手

午夜12點 – 凌晨1點5分
1. 〈Mama, Talk to Your Daughter〉
2. 〈Leland Mississippi Blues〉
3. 〈Mean Town Blues〉
4. 〈You Done Lost Your Good Thing Now〉/〈Mean Mistreater〉
5. 〈I Can't Stand It〉（與愛德嘉·溫特共演）
6. 〈Tobacco Road（英语：Tobacco Road (song)）〉（與愛德嘉·溫特共演）
7. 〈Tell the Truth〉（與愛德嘉·溫特共演）
8. 〈Johnny B. Goode〉

### 血汗淚合唱團（Blood, Sweat & Tears）
- 大衛·克雷頓-湯瑪士（David Clayton-Thomas） – 歌手、吉他
- 史提夫·卡茲（Steve Katz） – 吉他、口琴、歌手
- 迪克·哈利根（Dick Halligan） – 鍵盤、長號、長笛
- 傑瑞·海曼（Jerry Hyman） – 長號
- 佛瑞德·利普修斯（Fred Lipsius） – 中音薩克斯風、鋼琴
- 路·索洛夫（Lew Soloff） – 小號、柔音號
- 查克·溫菲爾德（Chuck Winfield） – 小號、柔音號
- 吉姆·菲爾德（Jim Fielder） – 貝斯
- 鮑比·科隆比（Bobby Colomby） – 爵士鼓

凌晨1點30分 – 凌晨2點30分
1. 〈More and More〉
2. 〈Just One Smile〉
3. 〈Somethin' Comin' On〉
4. 〈I Love You More Than You'll Ever Know〉"
5. 〈Spinning Wheel（英语：Spinning Wheel (song)）〉
6. 〈Sometimes in Winter〉
7. 〈Smiling Phases〉
8. 〈God Bless the Child（英语：God Bless the Child (Billie Holiday song)）〉
9. 〈And When I Die（英语：And When I Die）〉
10. 〈You've Made Me So Very Happy（英语：You've Made Me So Very Happy）〉

### 克羅斯比、史提爾斯、納許與尼爾·楊（Crosby, Stills, Nash & Young）
- 大衛·克羅斯比（David Crosby） – 吉他、歌手
- 史蒂芬·史提爾斯（Stephen Stills） – 吉他、歌手
- 格雷厄姆·納許（Graham Nash） – 吉他、歌手
- 尼爾·楊（Neil Young） – 吉他、鍵盤、歌手
- 葛雷格·里維斯（Greg Reeves） – 貝斯
- 達拉斯·泰勒（Dallas Taylor） – 爵士鼓

凌晨3點 – 凌晨4點，表演分成插電與不插電的配置。
- 不插電配置

1. 〈Suite: Judy Blue Eyes（英语：Suite: Judy Blue Eyes）〉
2. 〈Blackbird（英语：Blackbird (Beatles song)）〉（翻唱自披頭四樂團）
3. 〈Helplessly Hoping（英语：Helplessly Hoping）〉
4. 〈Guinnevere（英语：Guinnevere）〉
5. 〈Marrakesh Express（英语：Marrakesh Express）〉
6. 〈4 + 20〉
7. 〈Mr. Soul（英语：Mr. Soul）〉
8. 〈Wonderin'〉[13]
9. 〈You Don't Have to Cry〉

- 插電配置

1. 〈Pre-Road Downs〉
2. 〈Long Time Gone〉
3. 〈Bluebird Revisited〉
4. 〈Sea of Madness〉
5. 〈Wooden Ships（英语：Wooden Ships）〉

- 安可曲（不插電配置）

1. 〈Find the Cost of Freedom（英语：Ohio (Crosby, Stills, Nash & Young song)）〉
2. 〈49 Bye-Byes〉

這還只是樂團第二次在一起演出而已。尼爾·楊幾乎沒怎麼在不插電配置中出現（除了演〈Mr. Soul〉和〈Wonderin'〉的時候）並在插電配置中與克羅斯比、史提爾斯與納許一同演出，但拒絕現場拍攝人員錄影，因為他覺得拍攝演出中會干擾到表演者和觀眾。儘管如此，工作人員還是有錄下楊表演〈Mr. Soul〉和〈Long Time Gone〉的影片，其中〈Mr. Soul〉的表演影片被作為彩蛋收錄於楊的《The Archives Vol. 1 1963–1972》的盒裝合輯裡。但因為他禁止拍攝，所以鏡頭絕大部分時間都聚焦在史蒂芬·史提爾斯身上。收錄於音樂節官方現場錄音精選輯《Woodstock: Music from the Original Soundtrack and More》中的〈Sea of Madness〉實際上是一個月後在費爾摩東部禮堂的表演中錄的。據傳是因為史提爾斯認為在音樂節上表演的不好而要求更換。原音樂節演出版則收錄在另一個六碟裝合輯《Woodstock 40 Years On: Back To Yasgur's Farm》中。

### 保羅·巴特菲爾德藍調樂團（Paul Butterfield Blues Band）
- 保羅·巴特菲爾德（Paul Butterfield） – 主唱、口琴
- 巴茲·菲頓（Buzz Feiten） – 吉他
- 羅德·希克斯（Rod Hicks） – 貝斯
- 大衛·山朋（David Sanborn） – 中音薩克斯風
- 吉恩·丁威迪（Gene Dinwiddie） – 次中音薩克斯風、歌手
- 崔佛·勞倫斯（Trevor Lawrence） – 上低音薩克斯風
- 基斯·強森（Keith Johnson） – 小號
- 史提夫·馬達歐（Steve Madaio） – 小號
- 菲力普·威爾森（Phillip Wilson） – 爵士鼓

上午6點 – 上午6點45分 
1. 〈Born Under a Bad Sign（英语：Born Under a Bad Sign (song)）〉
2. 〈No Amount of Loving〉
3. 〈Driftin' and Driftin'（英语：Driftin' Blues）〉
4. 〈Morning Sunrise〉
5. 〈All in a Day〉
6. 〈Love March〉
7. 〈Everything's Gonna Be Alright〉

樂團後來將此次表演發行為現場專輯 《Paul Butterfield Live In White Lake, N.Y. 8/18/69》。

### Sha Na Na
- 唐尼·約克（Donny York） – 歌手
- 羅伯·李奧納德（Rob Leonard） – 歌手
- 艾倫·庫珀（Alan Cooper） – 歌手
- 丹尼·格林（Denny Greene） – 歌手
- 戴夫·蓋瑞特（Dave Garrett） – 歌手
- 瑞奇·喬夫（Rich Joffe） – 歌手
- 史考特·鮑威爾（Scott Powell） – 歌手
- 喬·威特金（Joe Witkin） – 鍵盤
- 亨利·葛羅斯（Henry Gross） – 吉他
- 「吉諾」艾略特·凱恩（Elliot "Gino" Cahn） – 吉他
- 「布魯諾」布魯斯·克拉克（Bruce "Bruno" Clarke） – 貝斯
- 喬可·馬切利諾（Jocko Marcellino） – 爵士鼓

上午7點30分 – 上午8點 
1. 〈Get a Job（英语：Get a Job (song)）〉
2. 〈Come Go with Me（英语：Come Go with Me）〉
3. 〈Silhouettes（英语：Silhouettes (The Rays song)）〉
4. 〈Teen Angel（英语：Teen Angel (song)）〉
5. 〈(Marie's the Name) His Latest Flame〉
6. 〈Wipe Out（英语：Wipe Out (instrumental)）〉
7. 〈Book of Love〉
8. 〈Teenager in Love〉（這首歌的表演音訊/影像至今都沒被發行）
9. 〈Little Darlin'（英语：Little Darlin'）〉（只錄到這首歌的最後44秒）
10. 〈At the Hop（英语：At the Hop）〉
11. 〈Duke of Earl（英语：Duke of Earl）〉
12. 〈Get a Job〉（再現）

### 吉米·亨德里克斯（Jimi Hendrix）
- 吉米·亨德里克斯（Jimi Hendrix） – 主唱、吉他
- 賴瑞·李（Larry Lee） – 吉他、歌手
- 比利·考克斯（Billy Cox） – 貝斯、歌手
- 米契·米切爾（Mitch Mitchell） – 爵士鼓
- 朱馬·索頓（Juma Sultan） – 打擊樂器
- 傑拉多·韋萊茲（Gerardo Velez） –  康加鼓

上午9點 – 上午11點10分
1. 〈Message to Love〉
2. 〈Hear My Train A Comin'（英语：Hear My Train A Comin'）〉
3. 〈Spanish Castle Magic（英语：Spanish Castle Magic）〉
4. 〈Red House（英语：Red House (song)）〉（亨德里克斯的高音E弦斷了，所以他用剩下的五條弦演完了整首歌）
5. 〈Mastermind〉（由賴瑞·李所寫並由他做主唱。根據亨德里克斯唱片出版方表示，這首歌的表演音訊/影像基於「審美原因」而至今都沒被發行過）
6. 〈Lover Man（英语：Isle of Wight (album)）〉
7. 〈Foxy Lady（英语：Foxy Lady）〉
8. 〈Jam Back at the House〉
9. 〈Izabella〉
10. 〈Gypsy Woman〉/〈Aware of Love〉（這兩首歌皆由柯提斯·梅菲爾德所寫並由賴瑞·李做主唱。根據亨德里克斯唱片出版方表示，這兩首歌的表演音訊/影像基於「審美原因」而至今都沒被發行過）
11. 〈Fire（英语：Fire (The Jimi Hendrix Experience song)）〉
12. 〈Voodoo Child (Slight Return)（英语：Voodoo Child (Slight Return)）〉/〈Stepping Stone〉
13. 《星條旗》
14. 〈Purple Haze（英语：Purple Haze）〉
15. 〈Woodstock Improvisation〉（此曲在當時尚未命名）
16. 〈Villanova Junction〉（此曲在當時尚未命名）
17. 〈Hey Joe（英语：Hey Joe）〉（安可曲）

在被介紹為「吉米·亨德里克斯體驗樂隊」後、亨德里克斯出來更正這個暫時樂團的名字是「『吉普賽之日與彩虹』（英語：Gypsy Sun & Rainbows），簡而言之，就只是一群吉普賽人組成的樂團而已」。後來在演出中主持人又將他們稱為空中教堂（英語：Sky Church）。這個樂團在音樂節後跟著亨德里克斯演了兩場表演。